# Pseudomallada luaboensis
Pseudomallada luaboensis is een insect uit de familie van de gaasvliegen (Chrysopidae), die tot de orde netvleugeligen (Neuroptera) behoort. 
Pseudomallada luaboensis is voor het eerst wetenschappelijk beschreven door Tjeder in 1966.